# セッラヴァッレ・ディ・キエンティ
セッラヴァッレ・ディ・キエンティ（伊: Serravalle di Chienti）は、イタリア共和国マルケ州マチェラータ県にある、人口約1,000人の基礎自治体（コムーネ）。

## 地理

### 位置・広がり
マチェラータ県南西部のコムーネ。県都マチェラータから西南西へ47kmの距離にある。

#### 隣接コムーネ
隣接するコムーネは以下の通り。括弧内のPGはペルージャ県所属を示す。
- カメリーノ
- フィウミナータ
- フォリーニョ (PG)
- モンテ・カヴァッロ
- ムッチャ
- ノチェーラ・ウンブラ (PG)
- ピエーヴェ・トリーナ
- セフロ
- ヴィッソ

### 気候分類・地震分類
セッラヴァッレ・ディ・キエンティにおけるイタリアの気候分類 (it) および度日は、zona E, 2397 GGである。
また、イタリアの地震リスク階級 (it) では、zona 1 (sismicità alta) に分類される。

## 行政

### 分離集落
セッラヴァッレ・ディ・キエンティには、以下の分離集落（フラツィオーネ）がある。
- Acquapagana,Attiloni, Bavareto, Borgo, Castello, Castello d'Elce, Cesi, Civitella Marche, Collecurti, Collelepri, Colpasquale, Copogna, Corgneto, Costa, Dignano, Forcella, Gelagna, Gelagna Bassa, San Martino, Taverne, Voltellina.